# Zum Rothen Löwen

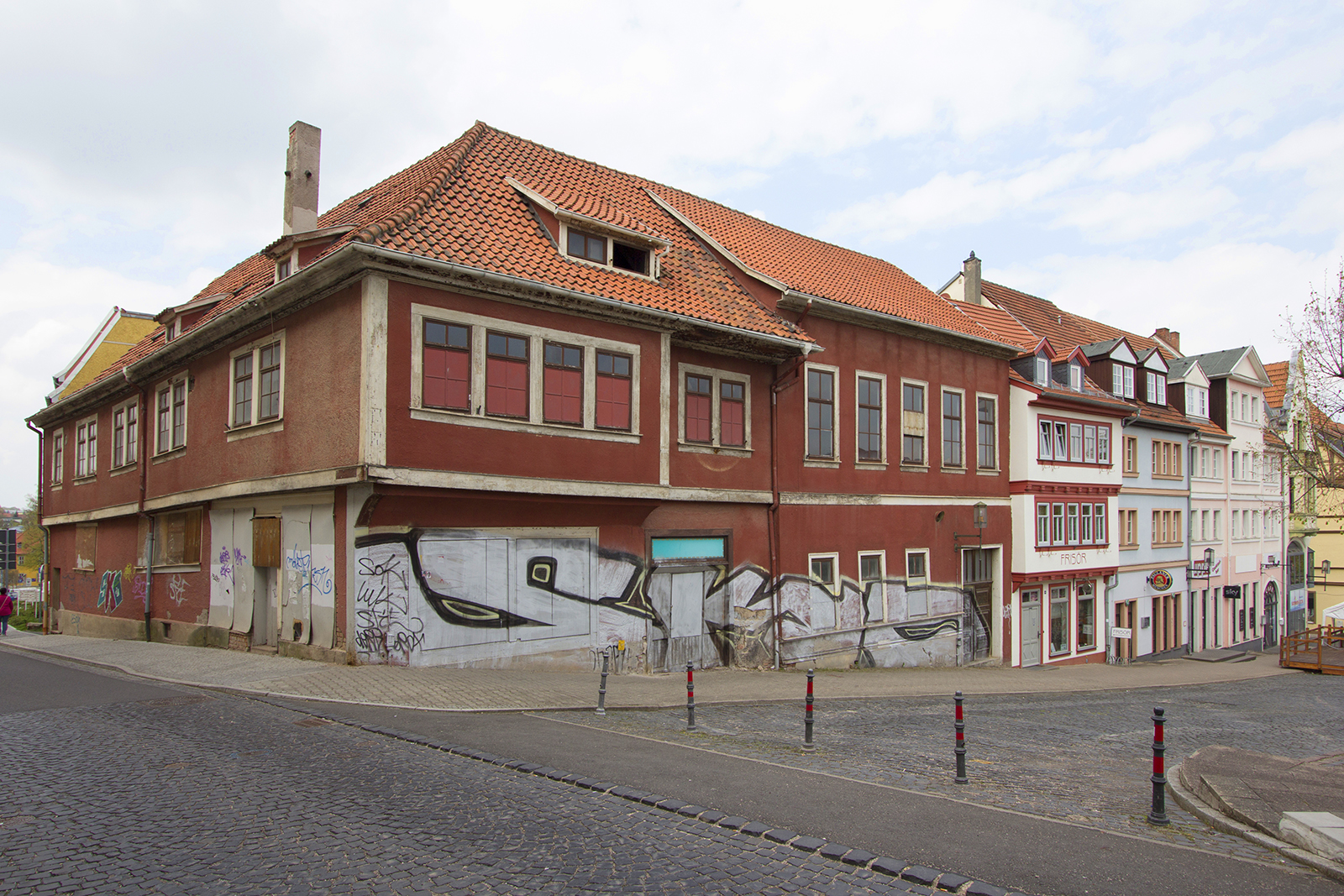
Das Haus „Zum Rothen Löwen“ am Gothaer Hauptmarkt

Das Haus Zum Rothen Löwen (auch Haus zum Roten Löwen genannt) war ein Gebäudeensemble am Hauptmarkt in Gotha. Hier befand sich einst Der Club zum Rothen Löwen. Es wurde im Mai 2020 im Auftrag der städtischen Baugesellschaft Gotha abgerissen.

## Der Club zum Rothen Löwen

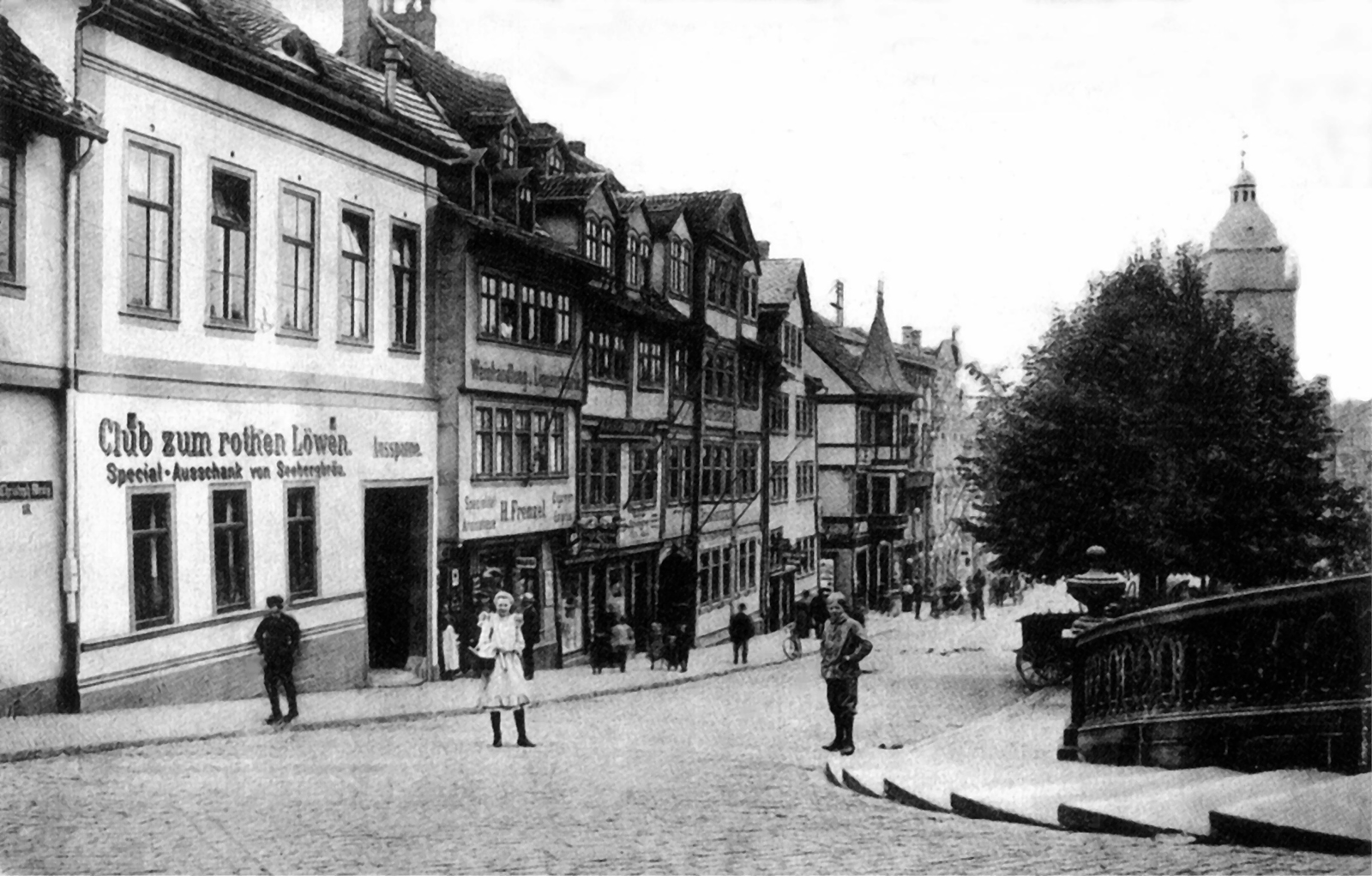
Das Gasthaus „Club zum rothen Löwen“ (links), um 1900

Über den Club und die Gesellschaft ist wenig bekannt. Erstmals wird der Club 1796 beschrieben: Der Club ist die älteste der hier jetzt existirenden Gesellschaften, Er besteht aus 24 Mitgliedern, die hier zur gesellschaftlichen Unterhaltung zusammen kommen. Diese versammeln sich in einem Privathause auf dem alten Markte, das die Gesellschaft mit Mobilien und Tischgeräthschaften versehen hat, die ihr eigenthümlich zugehören. Laut Klebe bestand die Gesellschaft die zu den angenehmsten in Gotha gehört, vor allem aus Geschäftsmännern, Gelehrten und Kaufleuten. Der jährliche Beitrag zur Unterhaltung der Gesellschaftszimmer und Mobilien betrug 10 Reichstaler.
Am 6. Dezember 1826 nahm Herzog Ernst von Sachsen-Coburg und Gotha an den Feierlichkeiten der Clubgesellschaft anlässlich seines Einzugs in die Stadt teil. 1849 erfolgte die letzte Erwähnung der Club-Gesellschaft.

## Zur Geschichte des Hauses

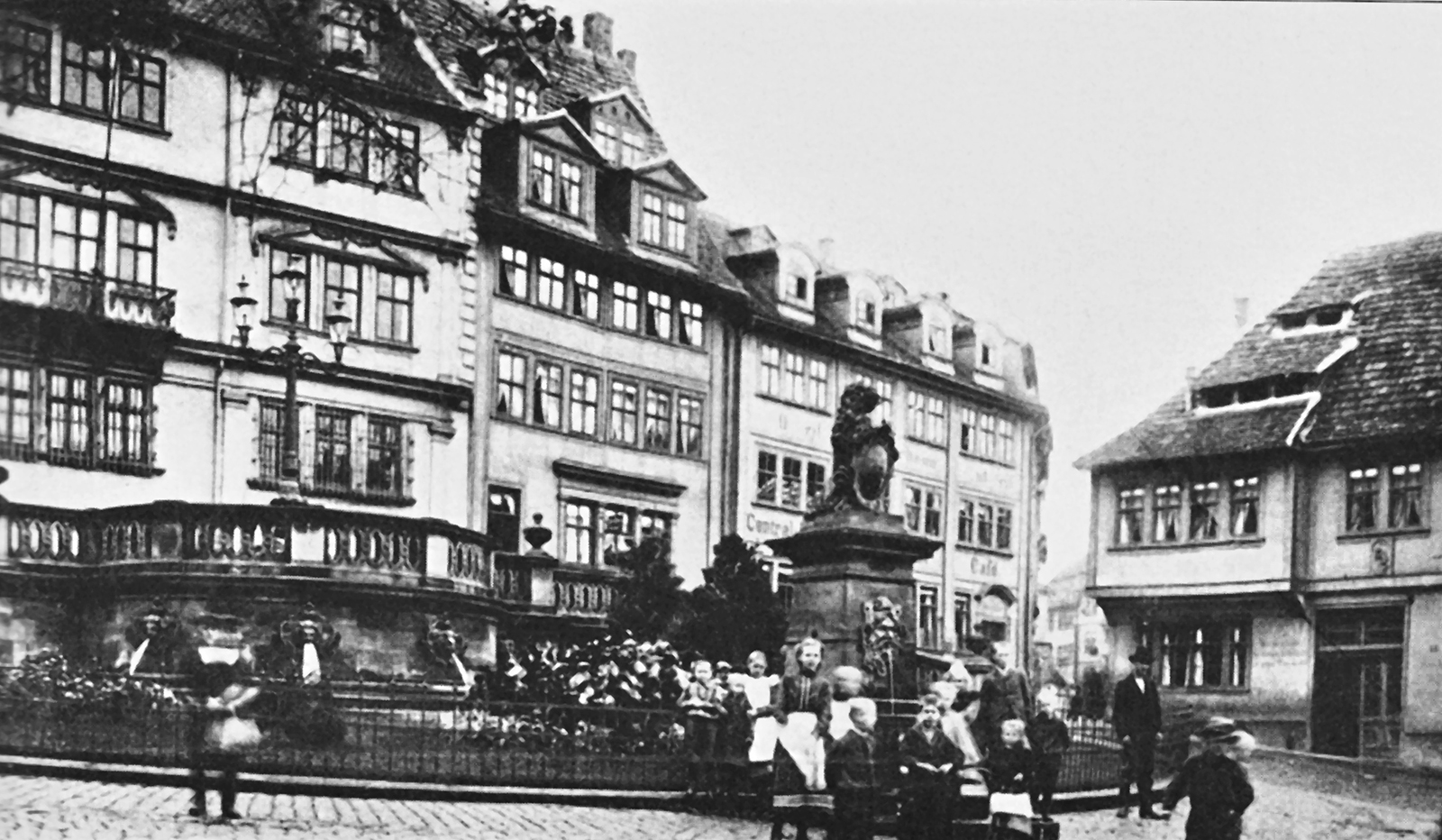
Das Haus „Zum rothen Löwen“ (rechts) am Hauptmarkt mit der Pferdetränke und dem Löwenbrunnen, um 1900

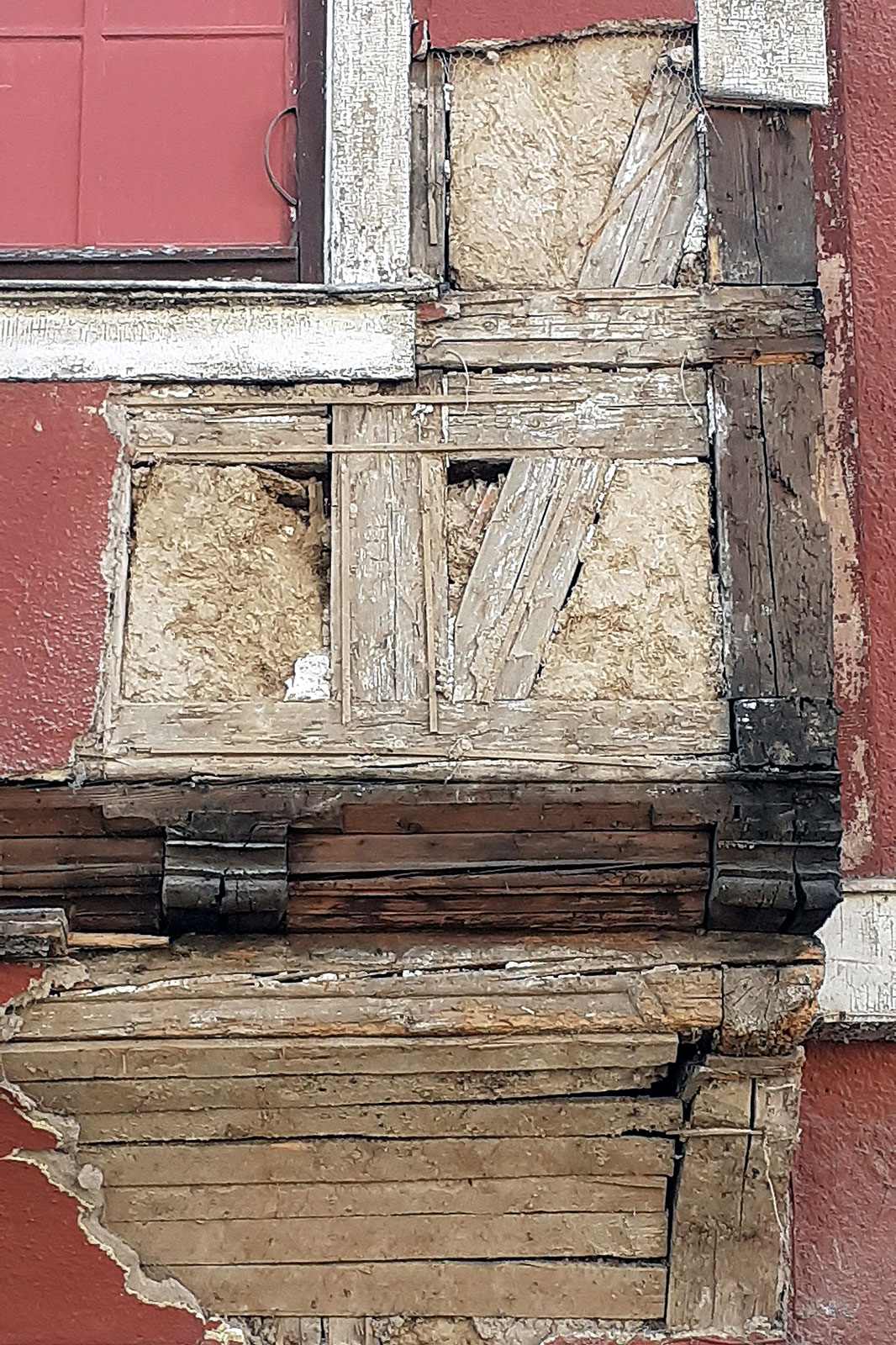
Detail des Erkers kurz vor dem Abriss, Mai 2020

Das Häuserensemble, bestehend aus zwei Fachwerkbauten, stammte aus der Mitte des 17. Jahrhunderts. 1715 wird das Haus in Rudolphis „Gotha Diplomatica“ als rothen Löwens-Ecken erwähnt. Damals umfasste es die Häuser am Hauptmarkt 18 bis 30. Eine Hausmarke mit einem roten Löwen zierte die Fassade noch bis vor wenigen Jahrzehnten.
Um 1870 bis etwa 1918 wurde der „Club zum rothen Löwen“ als Spezialausschank für Seebergbräu genutzt. Nach 1918 erfolgte der Anbau eines eingeschossigen Hintergebäudes als Werkstatt für Landmaschinen. Im Jahr 1926 wurde ein Eckladen eingebaut sowie ein Möbellager im Obergeschoss. Seit spätestens 1927 befand sich die Möbelhandlung Gustav Fischer im „Rothen Löwen“. Um 1928 gab es dort zwei Gaststuben im Erdgeschoss, sowie neben dem Saal ein Vorzimmer und drei Fremdenzimmer im Obergeschoss.
Seit etwa 1930 hatte der „Deutsch-nationale Handlungsgehilfen-Verband“ und die „DGB-Ortsgruppe Gotha“ im Haus „Zum Rothen Löwen“ ihren Sitz, sowie das Tabakwarengeschäft Marie Koning. Zwei Jahre später befand sich im Gebäude die Lederhandlung Meier Minz, sowie die Autovermietung Oskar Roth. Im Jahr 1936 wurden die Gasträume um einen eingeschossigen Anbau im Hof erweitert. 1939 zog das Lebensmittelgeschäft Margarete Lehmann in den Eckladen. Im Jahr 1949 erfolgte die letzte Nennung des Gasthauses „Club zum roten Löwen“ in einem Gothaer Adressbuch.
Um 1950 zog die „Leder und Textil-Handwerksgenossenschaft“ in den Eckladen. Nach 1972 hatte der volkseigene Dienstleistungsbetrieb „Bekleidung“ (Hauptsitz in der Gothaer Brauhausgasse) seinen Sitz im Gebäude. Nach der Wende befand sich dort von 1990 bis 1998 die „Bekleidung Gotha GmbH“. In dieser Zeit hing eine übergroße Lederhose an der Hauptmarkt-Fassade.
Zwischen den Jahren 1998 bis 2000 befand sich das Büro eines Wirtschaftsprüfers im Gebäude. Seit dem Jahr 2000 stand das Gebäude leer. Im Winter 2018 erwarb die städtische Baugesellschaft Gotha das Gebäude. Diese ließ das Gebäude im Mai 2020 abreißen. Der Nachfolgebau, der 3,5 Millionen Euro kosten soll, wird dem historischen Gebäude stark ähneln, wie der Bauherr mitgeteilt hat.